# Brendan Moore
Brendan Moore (ur. 17 listopada 1976) – angielski sędzia snookerowy.

## Życiorys
Brendan Moore jako sędzia snookerowy zadebiutował w 2005 roku, podczas eliminacji do Grand Prix. Pierwsze spotkanie na snookerowych mistrzostwach świata poprowadził zaś w 2008 roku, w pierwszej rundzie, w spotkaniu pomiędzy Steve'em Davisem a Stuartem Binghamem.
W roku 2010 sędziował dwa finały rankingowych zawodów. Najpierw był sprawiedliwym finału Welsh Open pomiędzy Johnem Higginsem oraz Allisterem Carterem. Później tę samą rolę pełnił w finale prestiżowego turnieju UK Championship pomiędzy Johnem Higginsem i Markiem Williamsem.
Rok 2012 to także dwa finały imprez rankingowych sędziowanych przez Brendana. W styczniu sędziował finał Masters z udziałem Neila Robertsona i Shauna Murphy'ego, a kilka miesięcy później finał Wuxi Classic pomiędzy Stuartem Binghamem oraz Ricky Waldenem, w którym ten pierwszy wbił 147 punktów w podejściu.
Finał UK Championship to najważniejszy pojedynek, który sędziował w 2013 roku. Dodatkowo sędziował także finał mniej prestiżowego finału Indian Open.
W 2014 roku sędziował pojedynek pomiędzy O'Sullivanem i Selbym w finale Mistrzostw Świata.
Rok 2015 rozpoczął od sędziowania spotkań turnieju Masters. Już w pierwszej rundzie dane mu było sędziować maksymalne podejście Marco Fu, aby turniej zakończyć jako arbiter spotkania finałowego pomiędzy Robertsonem i Murphym.

## Życie prywatne
W wolnych chwilach gra w pokera, również w gronie innych sędziów.